# Gradus ad Parnassum
Gradus ad Parnassum — латинський вираз, що перекладається як «ступінь до Парнасу», Парнас — гірський масив в центральній Греції, який, за древніми міфами, був місцем перебування Аполлона і його муз. Фраза часто використовується у назвах різних навчальних книг, або керівництв, передбачаючи
поступовий прогрес у літературі, мові, музиці, або мистецтві загалом.
У XVII—XIX століттях «Gradus ad Parnassum» став традиційною назвою словників давньогрецької та латинської мов з означенням довжини голосних звуків, що мали допомогти новачкам.
Перший такий словник був складений Паулем Алером (Paul Aler) в 1687 році.
Починаючи з XVIII століття, виразом «Gradus ad Parnassum» було названо ряд музичних п'єс та музиконавчих робіт:
- Йоганн Йозеф Фукс — «Gradus ad Parnassum», підручник поліфонії (1725)
- Муціо Клементі — «Gradus ad Parnassum», цикл фортепіанних п'єс та ряд керівництв по вивченн етюдів К. Черні
- Якоб Донт — «Gradus ad Parnassum», цикл етюдів і каприси для скрипки, op.35
- Франц Сімандл — «Gradus ad Parnassum», 24 етюди для контрабаса
- Клод Дебюссі — «Doctor Gradus ad Parnassum», п'єса з фортепіанного циклу «Дитячий куточок»